# Villa Nueva (Berisso)
Villa Nueva es una localidad argentina del partido de Berisso en la provincia de Buenos Aires.

## Población
Se encuentra dentro del aglomerado del Gran La Plata con 1,585 habitantes (Indec, 2001).
- Datos: Q6162296